# جورج نوريس وليامز
جورج نوريس وليامز (بالإنجليزية: George Norris Williams)‏ هو سياسي كندي، ولد في 28 سبتمبر 1866 في نيوزيلندا، وتوفي في 9 يوليو 1949 في داوسون في كندا. انتخب مفوض يوكون ‏.